# Witvleklepelmot
De witvleklepelmot (Tinagma balteolella) is een vlinder uit de familie lepelmotten (Douglasiidae). De wetenschappelijke naam is voor het eerst geldig gepubliceerd in 1841 door Fischer von Roslerstamm.
De soort komt voor in Europa.